# George Bariț

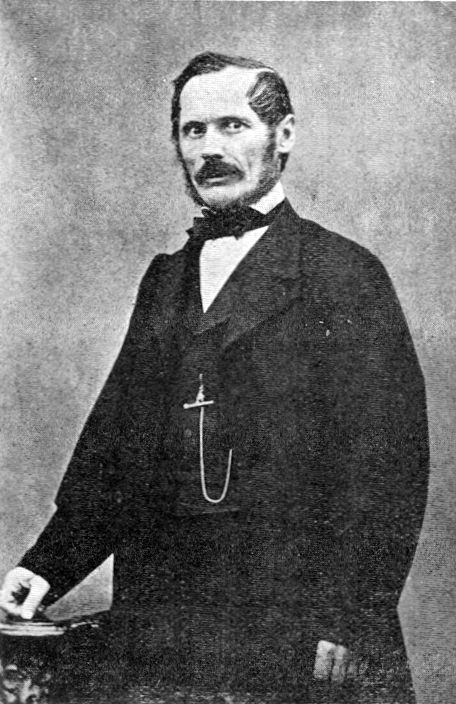
George Bariț

George Bariț, auch Gheorghe Barițiu, (* 1812 in Jucu de Jos, Komitat Klausenburg, Siebenbürgen; † 2. Mai 1893 in Hermannstadt) war ein rumänischer Historiker, Philologe, Journalist und Politiker. Er gründete 1838 die Gazeta de Transilvania, die erste rumänischsprachige Zeitschrift in Siebenbürgen. Von 1884 bis 1888 war er Vorsitzender der Partidul Național Român (PNR).

## Biographie

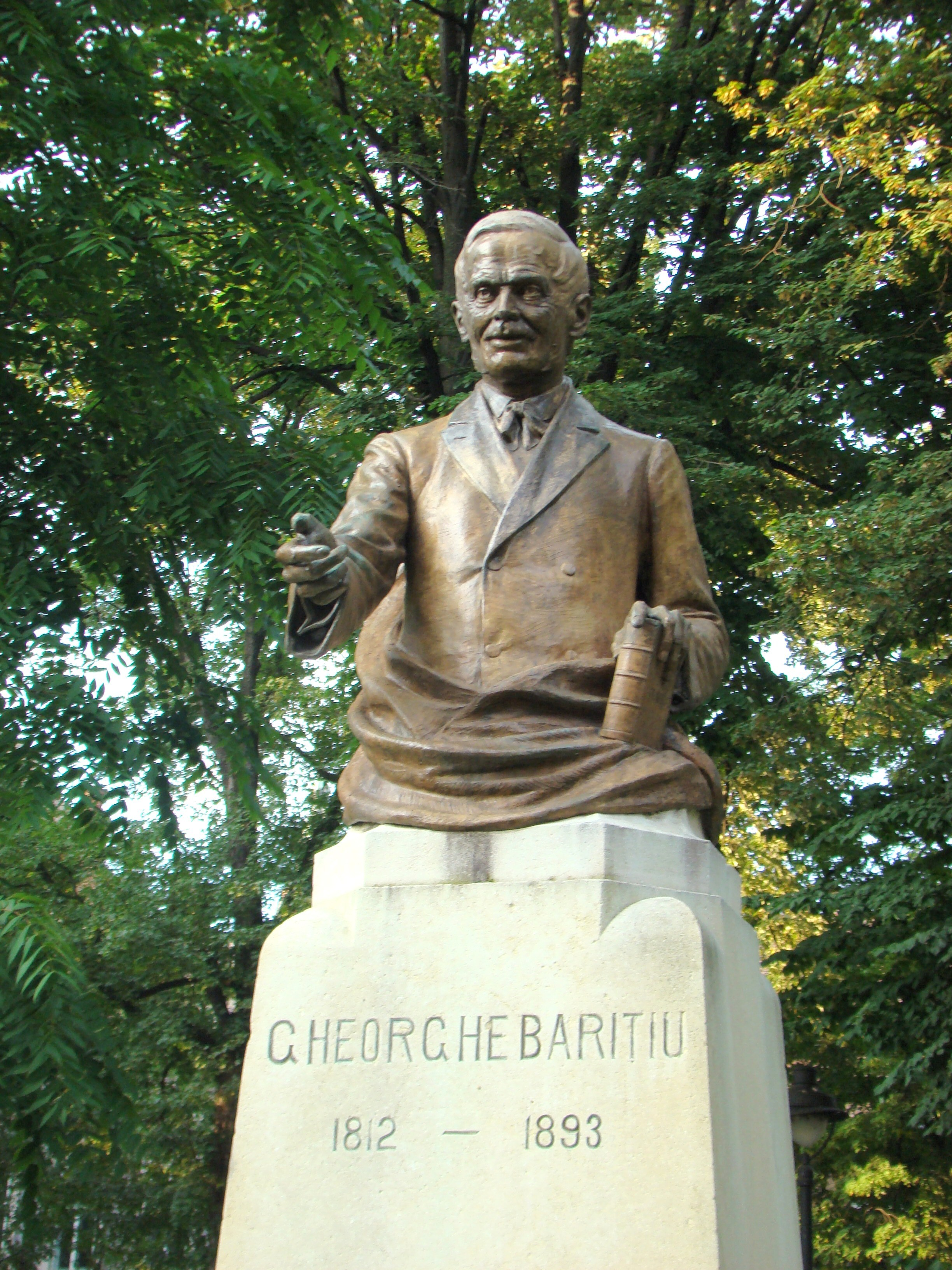
Büste des Gheorghe Barițiu, Sibiu

Seine Eltern waren der griechisch-katholische (rumänisch-unierte) Priester Ioan Pop Bariț und Ana Rafila.
Er besuchte die Normalschule in Trascău (heute Rimetea) im Komitat Torda, das Gymnasium in Blaj (Blasendorf), das Lyzeum in Cluj (Klausenburg) sowie das Priesterseminar in Blaj. Anschließend unterrichtete er 1835/36 für ein Schuljahr Physik am Lyzeum in Blaj, zog dann aber nach Brașov (Kronstadt) und wurde dort Lehrer an der rumänischsprachigen Handelsschule. Mit Timotei Cipariu reiste er 1836 nach Bukarest im damaligen Fürstentum Walachei. Bei seiner Rückkehr überließ ihm der Buchdrucker Johann Gött, der in Kronstadt das deutschsprachige Siebenbürger Wochenblatt herausgab, die Redaktion einer rumänischsprachigen Zeitschrift. Bariț gründete daraufhin 1838 mit der Gazeta de Transilvania die erste rumänische Zeitschrift Siebenbürgens, die mit der Literatur-Beilage Foaie pentru minte, inimă și literatură („Noten für den Geist, Herz und Literatur“) erschien.
In der Revolution von 1848/1849 im Kaisertum Österreich war er politisch aktiv. Er knüpfte Verbindungen zu rumänischen Nationalisten und Radikalen.
Nachdem die ungarischen Revolutionäre Druck machten, Siebenbürgen von der österreichischen Herrschaft zu lösen, forderte er in seiner Zeitung die gleichen Rechte für Rumänen wie für die ungarische Bevölkerung in Siebenbürgen.
Bis zum österreich-ungarischen Ausgleich 1866/67 widmete er sich wieder kulturellen Aktivitäten. Mit Andrei Șaguna, Timotei Cipariu und anderen gründete er am 4. November 1861 die ASTRA (Asociația Transilvană pentru Literatura Română și Cultura Poporului Român) deren erster Sekretär und späterer Präsident (1888–1893) er war. Als ASTRA begann, die Zeitschrift Transilvania zu veröffentlichen, wurde er deren wichtigster Redakteur. Am 1. April 1866 war er Gründungsmitglied der Societatea Literară Română (Rumänische Gesellschaft der Literatur; heute: Rumänische Akademie). 
Von 1884 bis 1888 war Bariț Vorsitzender der Partidul Național Român din Transilvania și Banat (PNR, Rumänische Nationalpartei von Siebenbürgen und Banat). Von 1889 bis 1891 veröffentlichte er Părți alese din Istoria Transilvaniei pre două sute de ani în urmă („Ausgewählte Episoden aus den letzten 200 Jahren siebenbürgischer Geschichte“). Er war auch ein Autor der ersten rumänischsprachigen Enzyklopädie, die von 1898 bis 1904 erschien.
Beerdigt ist er bei der Kirche St. Peter und Paul in Hermannstadt.